# Tomoki Muramatsu
Tomoki Muramatsu (村松 知輝 Muramatsu Tomoki?, nacido el 10 de julio de 1990 en Saitama) es un futbolista japonés.

## Trayectoria

### Clubes
| Club               | País       | Año         |
| ------------------ | ---------- | ----------- |
| Kataller Toyama    | Japón      | 2013 - 2015 |
| Honda FC           | Japón      | 2014        |
| Cambodian Tiger FC | Camboya    | 2016        |
| Boeung Ket FC      | Camboya    | 2016 - 2017 |
| Mash'al Mubarek    | Uzbekistán | 2017 -      |

## Estadística de carrera

### J. League
| Club            | Año   | J. League | J. League | Copa J. League | Copa J. League | Total | Total |
| Club            | Año   | Part.     | Goles     | Part.          | Goles          | Part. | Goles |
| --------------- | ----- | --------- | --------- | -------------- | -------------- | ----- | ----- |
| Kataller Toyama | 2013  | 4         | 0         | -              | -              | 4     | 0     |
| Kataller Toyama | 2014  | 3         | 0         | -              | -              | 3     | 0     |
| Kataller Toyama | 2015  | 15        | 1         | -              | -              | 15    | 1     |
| Total           | Total | 22        | 1         | 0              | 0              | 22    | 1     |